# Abtei (Hermeskeil)
Abtei ist eine Ortschaft im Hunsrück und ein Ortsteil der Stadt Hermeskeil im Landkreis Trier-Saarburg in Rheinland-Pfalz. Bis 1931 war Abtei eine eigenständige Gemeinde.

## Lage
Der Ort befindet sich am nördlichen Rand des Schwarzwälder Hochwalds südlich der Mosel im Naturpark Saar-Hunsrück. Im Westen liegen die Häuser der Straße Haus Hellgott bereits auf der Gemarkung von Geisfeld.
Direkt neben der Ortschaft befindet sich das Gelände der Flugausstellung Hermeskeil.

## Geschichte
Abtei mit seinen heute etwa 500 Einwohnern geht auf eine Besiedlung von wallonischen Facharbeitern für die Eisenverarbeitung und ihren Familien zurück, die sich in der Umgegend im 19. Jahrhundert ansiedelten.
Für sie wurde 1834 der Ort und (erst sehr viele Jahre später) eine katholische Kirche im hauptsächlich protestantischen Umfeld planmäßig errichtet. 
Nach Meyers Orts- und Verkehrslexikon hatte Abtei 1912/1913 222 Einwohner.
Seit 1931 ist Abtei ein Ortsteil von Hermeskeil.
Auch wenn der Ort immer noch ländlich geprägt ist, so spielt doch die Landwirtschaft im Haupterwerbszweig heute praktisch keine Rolle mehr.

## Kulturdenkmäler
In der Liste der Kulturdenkmäler in Hermeskeil ist für den Stadtteil Abtei ein Friedhofskreuz nördlich des Ortes auf dem Friedhof aufgeführt.